# Проказино
Проказино (укр. Проказине) — село, относится к Старобельскому району Луганской области Украины.
Население по переписи 2001 года составляло 260 человек. Почтовый индекс — 92720. Телефонный код — 6461. Занимает площадь 0,812 км². Код КОАТУУ — 4425182005.